# Haverok fegyverben
A Haverok fegyverben (eredeti cím: War Dogs) 2016-ban bemutatott amerikai fekete filmkomédia. A film rendezője Todd Phillips. Története részben megtörtént eseményeken alapul. A forgatókönyv Todd Phillips, Jason Smilovic és Stephen Chin munkája, ami egy Rolling Stone magazinban megjelent cikken alapul, amit Guy Lawson írt. Lawson később írt belőle könyvet is, Arms and the Dudes címmel.
A film két fiúról szól, akik az Egyesült Államok hadseregével kötött szerződés alapján nagy mennyiségű fegyvert és lőszert szállítottak az Afgán Nemzeti Hadsereg számára, nagyjából 300 millió USA-dollár értékben.
A történt részben kitalált, részben valós eseményeket mutat be. Ilyen például az a jelenet, amikor a páros Irak területén teherautóval furikázik; ez vagy teljesen kitalált esemény, vagy az egyik forgatókönyv-író, Stephen Chin saját élményein alapszik.
A film főszereplői Jonah Hill, Miles Teller, Ana de Armas és Bradley Cooper, aki társproducere is volt a filmnek.
Bemutatója New York City-ben volt, 2016. augusztus 3-án, amit az USA-beli országos bemutató 19-én követett. 
A film vegyes kritikákat kapott a filmkritikusoktól; összbevétele 86 millió dollár volt. Hill Golden Globe jelölést kapott a filmbeli alakításáért.
A film forgatása 2015. március 2-án kezdődött Romániában.

## Cselekmény
2005, Miami, Florida, USA. 
David Packouz itt próbál megélni, mint masszázs terapeuta. Hogy további jövedelmet szerezzen, kitalálja, hogy megtakarított pénzét igen jó minőségű, egyiptomi gyapotlepedőket vásárol, és azokat nagy haszonnal tervezi eladni az idősotthonok lakói számára. Az árura azonban nincs kereslet. Egy temetésen találkozik középiskolai barátjával, Efraim Diverolival, aki pár éve Los Angelesbe költözött a nagybátyja üzlete miatt, aki fegyverekkel kereskedik. Efraim később saját vállalkozást alapított, ez az AEY, ami szintén fegyverkereskedelemre specializálódott, főként az Irakban zajló háború miatt. A rendeléseket az  Egyesült Államok Hadserege adja fel. David élete fordulóponthoz érkezik, amikor barátnője, Iz arról tájékoztatja, hogy terhes. Efraim munkát ajánl neki az AEY-nél, bár David és Iz hevesen ellenzik a háborút. David beleegyezik a munkába, de a barátnőjének azt mondja, hogy a nyakán maradt lepedőket fogja eladni a hadseregnek, ehhez kellenek Efraim kapcsolatai.
Efraim elmagyarázza neki, hogy az igények a katonai felszerelésekre egy nyilvános weboldalon jelennek meg, ahol bárki licitálhat a szállításra. Az ő dolguk mindössze annyi, hogy a „nagy halak” által figyelmen kívül hagyott kisebb tételeket megtalálják, mivel azok is dollármilliókat érnek. Bevonnak csendestársnak egy helyi zsidó üzletembert, Ralph Slutzky-t, aki pénzt kölcsönöz nekik, mivel Efraim azt mondja neki, hogy Izrael állam védelmére kellenek a fegyverek.
David és Efraim elnyernek egy szerződést, aminek keretében néhány ezer Beretta márkájú pisztolyt kell szállítaniuk az Iraki rendőrség számára, Bagdadba. Sajnos azonban az olasz embargó tiltja fegyverek szállítását Irakba, így Efraim átirányítja a csomagokat Jordániába, azonban a szállítás ott is elakad. Iz közben egy telefonbeszélgetést véletlenül meghallva rájön az üzlet valódi mibenlétére, és nagyon felháborodik.
David és Efraim kénytelen a helyszínre utazni, hogy elrendezzék a dolgokat, mivel ha nem teljesítik a szerződést, az amerikai kormány tiltólistára teszi őket, ami azt jelenti, hogy soha nem kapnának hasonló szerződést.
Jordániában Efraim megvesztegetéssel hozzájut a Beretta szállítmányhoz, de légi úton továbbra is tilos fegyvereket szállítani Bagdadba hivatalos írásos engedély nélkül, aminek megszerzése heteket venne igénybe, annyi idejük pedig nincsen. A fegyvereket tartalmazó ládákat teherautóra pakolják, szereznek egy sofőrt, aki jól ismeri az utat, és biztosítja őket róla, hogy a határon nem kell engedély, hogy átvigyék a fegyvereket. Éjszaka indulnak útnak, és a határőröket két karton cigarettával megvesztegetve átjutnak a határon, de később fegyveresek támadnak rájuk, akik elől menekülniük kell. Mivel az autó üzemanyag tartályát is lövés érte, miután lerázták a támadókat, megállnak egy benzinkútnál. Innen újabb fegyveresek miatt gyorsan tovább kell állniuk, végül megérkeznek a célként megadott katonai bázishoz, ahol Santos kapitány elismerően nyugtázza a fegyverek megérkezését és kifizeti a vételárat.

## Szereplők
| Szereplő               | Színész            | Magyar hang       |
| ---------------------- | ------------------ | ----------------- |
| Efraim Diveroli        | Jonah Hill         | Elek Ferenc       |
| David Packouz          | Miles Teller       | Fehér Tibor       |
| Iz                     | Ana de Armas       | Gáspár Kata       |
| Henry Girard           | Bradley Cooper     | Rajkai Zoltán     |
| Ralph Slutzky          | Kevin Pollak       | Scherer Péter     |
| Philip Santos százados | Patrick St. Esprit | Mertz Tibor       |
| Marlboro               | Shaun Toub         | Dézsy Szabó Gábor |
| Bashkim                | JB Blanc           | Törköly Levente   |
| Enver                  | Gabriel Spahiu     | Beratin Gábor     |
| Yili Pinari            | Andrei Finti       | Ujréti László     |
| Kip                    | Jeremy Tardy       | Welker Gábor      |
| Rosen                  | Julian Sergi       | Renácz Zoltán     |
| OB-GYN                 | Ali Chen           | Tarr Judit        |
| AEY interjúalany       | Randy Jay Burrell  | Seder Gábor       |
| Biztonsági őr          | Steve Lantz        | Kapácsy Miklós    |
| Masszázsvendég         | Gregg Weiner       | Turi Bálint       |
| Raktáros               | Bogdan Albulescu   | Turi Bálint       |
| Lány a klubban         | Gabriela Alvarez   | Sipos Eszter Anna |
| Jordán fiú             | Mosa Omari         | Ács Balázs        |
| Albán tábornok         | Mircea Stoian      | Forgács Gábor     |